# Zwemmen in Suriname
Zwemmen begon in Suriname in 1902 in clubverband. In 1953 werd de Surinaamse Zwem Bond opgericht. De bond is aangesloten bij het Surinaams Olympisch Comité, de Confederación Sudamericana de Natación (CONSANAT) en de Fédération Internationale de Natation (FINA).
De eerste zwemmarathon werd in 1921 gezwommen. Anthony Nesty is de eerste en enige zwemmer die medailles behaalde tijdens Olympische Spelen, namelijk in 1988 en 1992.

## Geschiedenis

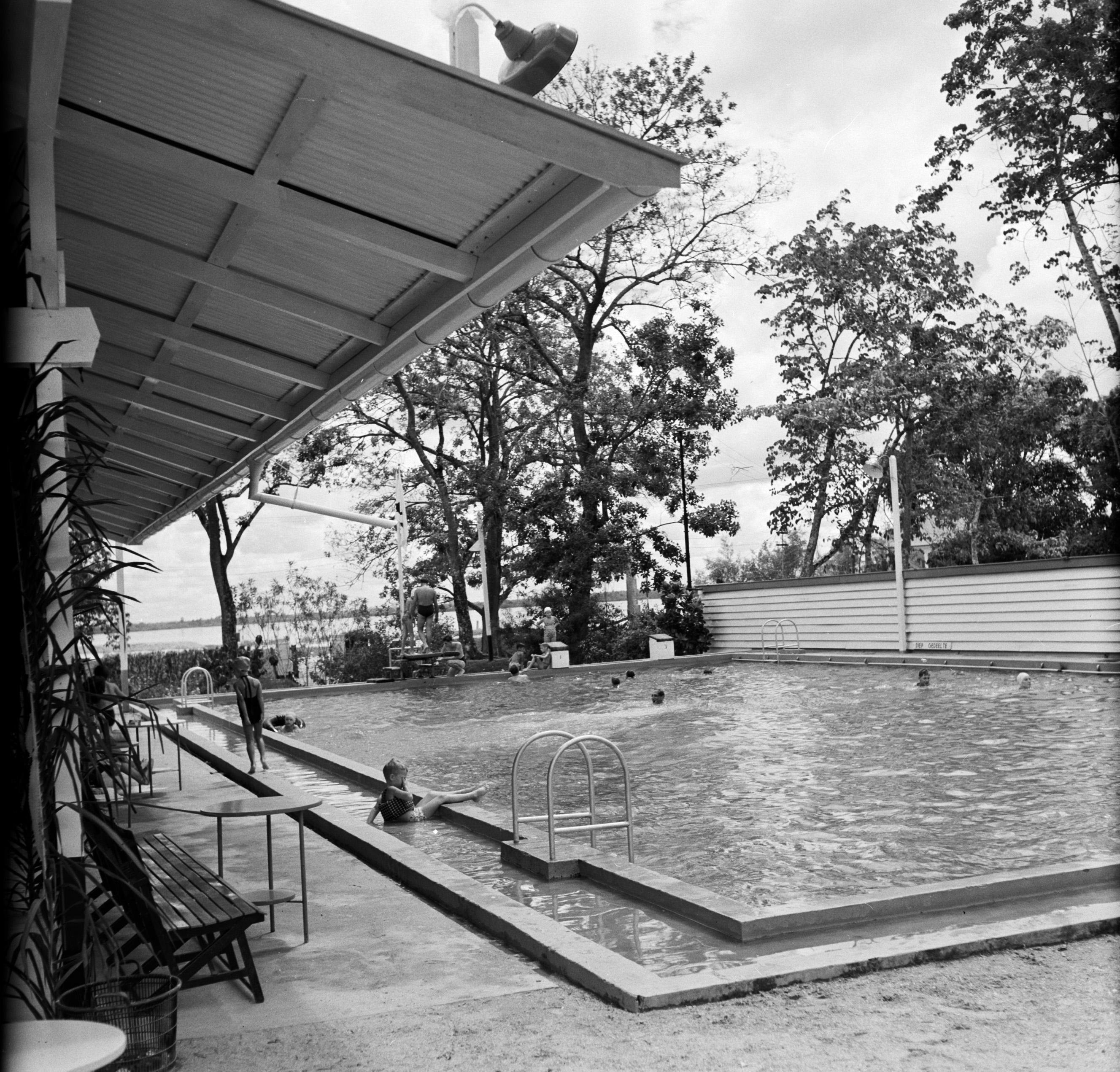
Zwembad in Suriname, 1955

### Ontwikkeling van de sport
William Kraan en Willem Campagne waren aan het begin van de 20e eeuw de belangrijkste bevorderaars van de zwemsport in Suriname. In 1902 richtte Kraan met dr. Meurs de zwemclub Club Kraan op waarvan de leden regelmatig in het Saramaccakanaal zwommen. Zonder het van elkaar te weten, richtte Campagne in die jaren een zwemclub op waarvan de leden in de Domineekreek zwommen. Beide leerden elkaar in 1911 kennen en besloten om de twee clubs samen te voegen. Zwemmen was in die tijd niet populair onder ouders, omdat er terugkerend berichten waren van kinderen die waren verdronken. In 1918 werd een zweminrichting in de Surinamerivier aangelegd met hulp van de heer van 't Hoogerhuys. Hierbinnen kon veilig geoefend worden. De nieuwe club ontwikkelde zich verder en groeide uit tot een sportcentrum. Tijdens een bezoek in 1918 zegde gouverneur Staal prijzen toe wanneer er wedstrijden gehouden zouden worden. In deze tijd werden ook de eerste vrouwen lid van de club. Ook was er inmiddels door de militairen een zwemclub opgericht.
De eerste officiële zwemwedstrijden vonden op 14 en 21 juli 1929 plaats op initiatief van het blad De Sport. De wedstrijden werden nabij de Poelepantjebrug in het Saramaccakanaal gehouden en de organisatie was in handen van Campagne en H.A. Tjin Asie. Dames zwommen over een afstand van 100 meter en heren over 200 meter. In de jaren 1930 werd ook Hugo Corsten een belangrijk stimulator van de sport. Op 10 mei 1936 openden militairen het eerste zwembad van Suriname in Fort Zeelandia. Vier jaar later, op 16 maart 1940, werd het eerste zwembad geopend dat voor het publiek toegankelijk was, het zwembad Suhoza. Het had een afmeting van 20 bij 12 meter en werd officieel geopend door gouverneur Kielstra. In het erop volgende decennium werden ook nog verschillende particuliere zwembaden aangelegd. Doordat riolen op de Domineekreek uitkwamen, werd daar sinds het eind van de jaren 1940 niet meer gezwommen.

### Bouw van zwembaden

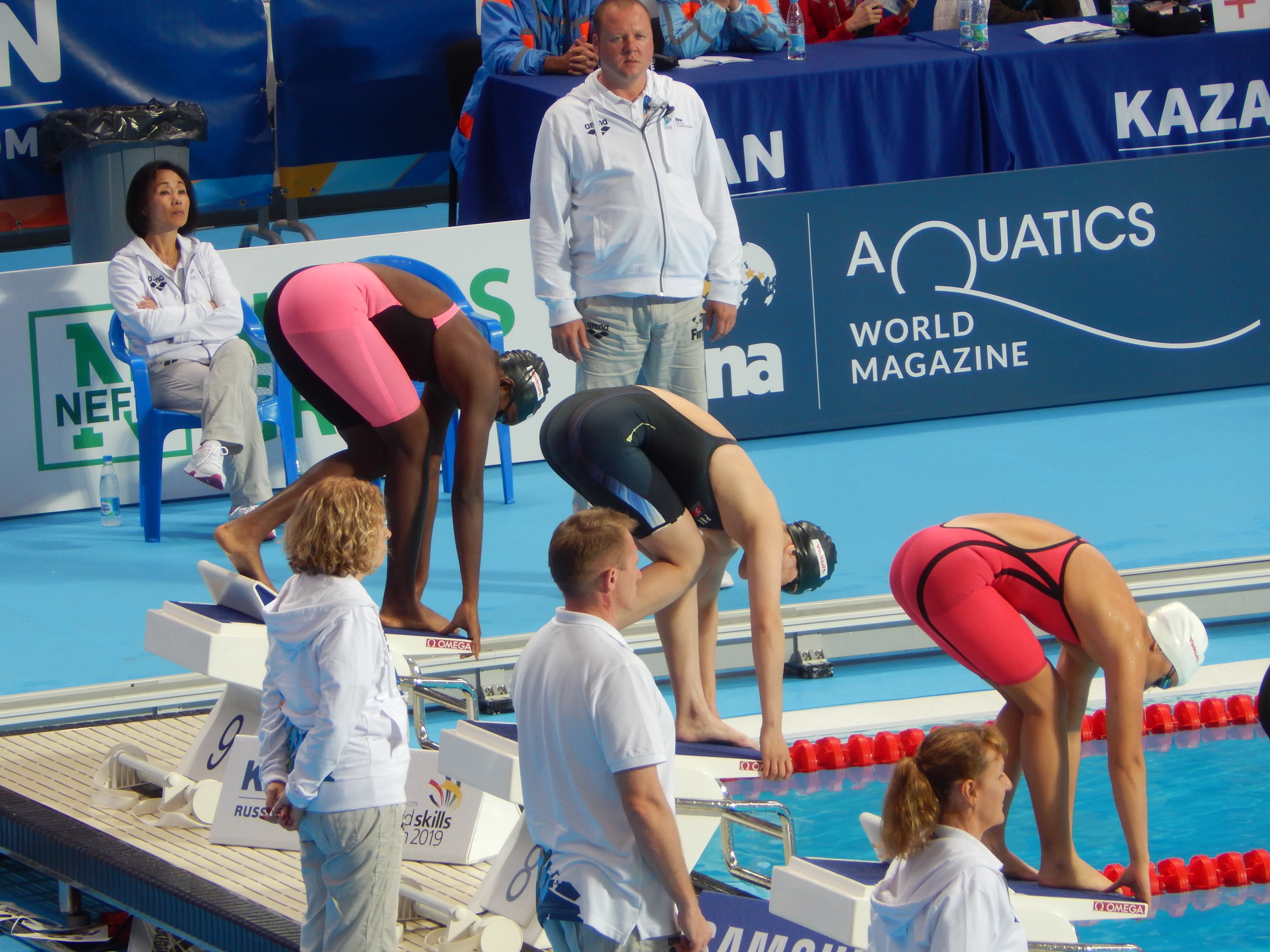
Evita Elisabeth Leter in baan 9, 2015

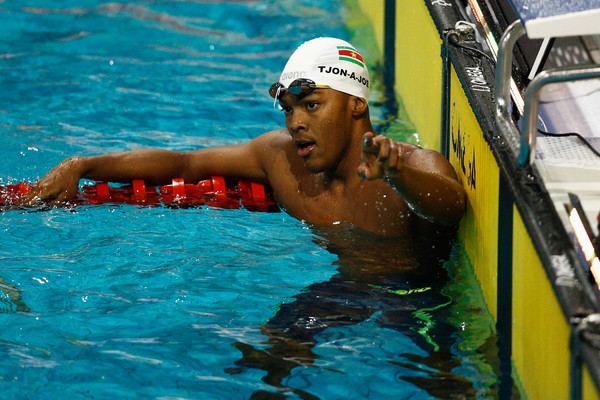
Renzo Tjon-A-Joe, 2016

In de jaren 1950 volgden meerdere ontwikkelingen. Op 11 februari 1951 werd het zwembad Kwie Kwie in Paramaribo geopend. In hetzelfde jaar werden drie zwemverenigingen opgericht: Kwie Kwie, de Dolfijn en Oase. Doordat er meerdere verenigingen waren, werd het mogelijk om een competitie op te zetten, die op 14 september 1952 voor het eerst plaatsvond. Op 27 september 1953 werd het schoonspringen voor het eerst gedemonstreerd. Daarnaast werd op 22 april 1953 de Surinaamse Zwem Bond opgericht. Ondertussen werd met steun van gouverneur Klaasesz een algemeen zwembad gebouwd die op 12 december 1958 onder de naam Parima werd geopend door gouverneur Van Tilburg. Met dit nieuwe zwembad werd het mogelijk om het schoolzwemmen voor kinderen van de basisschool te introduceren. Op 16 februari volgde de oprichting van de zwemclub Neptunes.

### Zwemsuccessen
De zwemsport ontwikkelde zich verder in de jaren 1960. In 1967 werd Marcel Nahar de eerste niet-Nederlander die goud won tijdens de Koninkrijkspelen, namelijk op de 100 meter schoolslag. In 1970 werd zwemster Dorien van Tongeren uitgeroepen tot Surinaams sportvrouw van het jaar. In 1976 waren er goede resultaten tijdens zwemwedstrijden in Guyana waar de Surinaamse selectie op bijna alle onderdelen won. Roberto Hens werd hier uitgeroepen tot 'most outstanding swimmer' van het toernooi. Tijdens wedstrijden in Trinidad in 1980 won Suriname 15 maal goud, 12 maal zilver en 9 maal brons en wist de selectie zes records te verbreken.
Eind jaren 1970 en begin jaren 1980 beheerste Pauline Nesty de zwemsport bij de vrouwen. In 1980 behaalde ze tijdens de nationale kampioenschappen zestien gouden medailles; daarnaast verbrak ze twee records. Een zwemmer die haar resultaten daarna overtrof, was haar broer Anthony Nesty. Hij verbrak een groot aantal records en behaalde in binnen- en buitenland medailles. In 1984 deed hij voor het eerst mee aan de Olympische Spelen. Vier jaar later, tijdens de Olympische Spelen van 1988, behaalde hij als eerste Surinamer een gouden medaille. Tijdens de Olympische Spelen van 1992 behaalde hij brons. Sinds het eind van de jaren 1980 overheerste daarnaast Vanessa Touw Ngie Tjouw de zwemsport bij de vrouwen. Een van de topzwemmers in de jaren 2010, met winst tijdens internationale toernooien, is Renzo Tjon-A-Joe. In 2013 en 2015 werd hij uitgeroepen tot atleet van het jaar.
In augustus 2019 organiseerde de SZB de 25e Goodwill Swim Meet in het zwembad Parima waaraan 350 zwemsporters uit tien Caraïbische landen deelnamen.

## Zwemmarathon
Aan het eind van de 19e en begin van de 20e eeuw waren de pogingen om het Het Kanaal over te zwemmen vaak te lezen in De West. Mogelijk werd het langeafstandzwemmen in Suriname daardoor ook vroeg geïntroduceerd. In 1918 werd een wedstrijd gezwommen tussen de Marinetrap aan de Waterkant naar Tout Lui Faut. In 1921 werd de afstand overbrugd tussen Paramaribo en Domburg, wat gezien wordt als de eerste zwemmarathon van Suriname. Negen zwemmers bereikten na drieënhalf uur zwemmen de finish. Onderweg moesten enkele zwemmers wegens kramp of onderkoeling in de boot worden gehesen. Ook in 1923 en 1927 werden zwemmarathons gehouden. Daarna duurde het tot 1965 voordat de vierde zwemmarathon werd georganiseerd. Sinds 1973 vinden er jaarlijks zwemmarathons plaats voor zowel dames als heren.